# Thunder Force IV
Thunder Force IV (サンダーフォースⅣ?, Sandā Fōsu IV) è un videogioco sparatutto a scorrimento sviluppato e pubblicato da Technosoft nel 1992 per Sega Mega Drive, e distribuito da Sega nel gennaio 1993 in America del Nord e in Europa. Il gioco è stato lanciato sul mercato statunitense con il titolo Lightening Force: Quest for the Darkstar.
Il gioco è il quarto capitolo della serie Thunder Force e l'ultimo titolo della saga pubblicato per Mega Drive. È incluso nella raccolta Thunder Force: Gold Pack 2 (1996) per Sega Saturn, che comprende Thunder Force AC. Una conversione del gioco è stata distribuita nel 2018 per Nintendo Switch come parte della serie Sega Ages.

## Trama
La trama si svolge due anni dopo gli eventi di Thunder Force III. Il giocatore assume il ruolo di un pilota da combattimento per combattere l'impero ORN.
Fire Leo 04 Rynes (la navicella comandata dal giocatore) è l'ultimo e più sofisticato modello della Galaxy Federation. Quando la Federazione si accorge che dei computer dell'impero ORN, che credeva distrutti, sono soltanto stati danneggiati, schiera le proprie forze armate per intraprendere una nuova guerra contro l'ORN, con l'obiettivo di mettere a tacere l'impero per sempre. La guerra si rivelerà però più complicata del previsto e la Galaxy Federation perde il controllo di alcuni mezzi corazzati interstellari, ritrovandosi a combattere dei mezzi altrettanto sofisticati, per annientare l'impero ORN.

## Modalità di gioco
Thunder Force IV è un sparatutto a scorrimento orizzontale.
Le prime quattro fasi possono essere selezionate in qualsiasi ordine. Vi sono 10 tappe totali, che corrono automaticamente in senso orizzontale. Il giocatore può anche esplorare su e giù per scorrere verticalmente lo schermo e rivelare uno scenario di gioco più ampio; può cambiare la velocità della propria nave in qualsiasi momento, per facilitare la manovrabilità. Scorrere verso l'alto e verso il basso rivelerà diverse ondate di nemici che il giocatore può abbattere, oltre a potenziamenti nascosti. Alcuni potenziamenti includono scudi e dispositivi satellitari che moltiplicano la potenza di fuoco della nave principale (quella comandata dal giocatore), fornendo da supporto. A metà del gioco, il giocatore ottiene l'attacco "Spada del tuono", che infligge ingenti danni ai nemici e richiede che il giocatore abbia due navi satellitari. Al termine di ogni livello (ma qualche volta anche nel corso del livello) c'è un boss finale.
Alcuni nemici abbandoneranno i power-up, che, se raccolti dal giocatore, armeranno la nave con nuove munizioni e dispositivi, tra cui una varietà di missili e laser che sparano in diverse direzioni. Ogni arma ha vantaggi e svantaggi e l'efficacia di ognuna varia a seconda della situazione di battaglia in cui si trova il giocatore. Inoltre, il giocatore può impugnare più armi e farle scorrere a piacere.

## Sviluppo
Il gioco è stato sviluppato da Technosoft con uno stile del tutto nuovo - influenzato dal recente sviluppo di Devil's Crush - e solo il reparto sonoro è stato programmato dallo staff originale di Thunder Force II e Thunder Force III.
Dopo aver preso le redini della serie, la squadra sentiva la responsabilità di superare la qualità dei titoli della serie precedenti. Hanno preso spunto dal codice dei capitoli precedenti e, basandosi su esso, hanno sfruttato quanto appreso durante lo sviluppo di Devil's Crush.
Il compositore di Thunder Force IV aveva precedentemente lavorato su Thunder Force III - e composto la musica originale per Devil's Crush. L'intero staff del sound design, guidato da Naosuke Arai, era fan dell'heavy metal, quindi ha lavorato per creare un suono che imitasse la chitarra elettrica, usando il sintetizzatore di Genesis; imbattendosi in difficoltà, decisero di utilizzare gli effetti sonori di distorsione del sistema per ottenere risultati positivi.

## Pubblicazione
Technosoft ha organizzato un evento promozionale per il gioco il 7 giugno 1992, durante un convegno a Tokyo, che ha incluso anche un torneo, offrendo ai fan un'occasione iniziale per giocare.
Il gioco è stato convertito per Sega Saturn come parte della raccolta Thunder Force: Gold Pack 2 pubblicata in Giappone il 29 novembre 1996. La raccolta include anche Thunder Force AC (una versione arcade di Thunder Force III).
Nel 2016, SEGA ha acquisito i diritti della serie e ha annunciato che stavano cercando di pubblicare Thunder Force IV. Due anni dopo, nel 2018, hanno annunciato una nuova versione del gioco, insieme ad altri giochi SEGA per Nintendo Switch col marchio: Sega Ages.
Il gioco è stato pubblicato il 20 settembre 2018, insieme a Sonic the Hedgehog (1991). I giocatori possono scegliere tra la versione giapponese e quella internazionale, sfruttandone i miglioramenti e le altre funzionalità di Saturn.

## Accoglienza
| Testata                    | Versione        | Giudizio |
| -------------------------- | --------------- | -------- |
| Computer and Video Games   | Genesis, Saturn | 93%      |
| Famitsū                    | Genesis         | 23/40    |
| GameFan                    | Genesis, Saturn | 96.5%    |
| Mega Drive Advanced Gaming | Genesis, Saturn | 94%      |
| Mean Machines              | Genesis, Saturn | 87%      |
| Sega Force                 | Genesis, Saturn | 88%      |
| Mega                       | Genesis, Saturn | 81%      |
| SuperGame                  | Genesis, Saturn | 95/100   |

Thunder Force IV è stato rapidamente identificato come uno dei migliori sparatutto Genesis quando è stato pubblicato. I critici concordarono sul fatto che la grafica fosse una delle migliori qualità del gioco.
Mean Machines lo ha definito "all'avanguardia" e ha evidenziato lo scorrimento verticale per "evocare un senso di vastità" - lo scorrimento verticale ha impressionato anche altri giornalisti -; Megawrote ha notato che i paesaggi erano espansivi e apprezzava gli effetti di scorrimento della parallasse; quest'ultimo è stato lodato anche da Mega Drive Advanced Gaming, che lo ha definito "l'uso più straordinario della parallasse mai visto sulla Sega a 16 bit" e credeva che il gioco godesse di tutte le capacità tecniche di Mega Drive. Altri aspetti visivi evidenziati dalla critica includono i grandi sprite e l'animazione fluida.
Alla maggior parte della critica piaceva anche la musica e gli effetti sonori - tranne che a Mega, che l'ha definita come un "meandro senza scopo, cinguettio giapponese". GameFan ha definito la grafica e il suono di "grande qualità" considerando che il gioco era su una cartuccia e non su un compact disc.
Nonostante la qualità grafica sia stata apprezzata, alcuni recensori hanno riscontrato problemi di frequenza coi fotogrammi lenti, quando erano nel "vivo dell'azione".
La presentazione di alta qualità di Thunder Force IV non è stata sufficiente per nascondere alcune preoccupazioni con il suo gameplay. Mentre la maggior parte dei critici ha apprezzato il gioco, definendolo persino "avvincente" e "pura adrenalina", altri pensavano che il gioco mancasse di originalità e lo etichettavano come uno sparatutto medio; difatti, Mean Machines ha scritto che era simile a Thunder Force III e lo ha definito "il miglior sparatutto che otterrai su Mega Drive, ma soffre della totale mancanza di originalità. Questo è il genere portato all'estremo"; Sega Force ha concordato che era simile ai precedenti capitoli della serie; Mega ha aggiunto che "sotto la ginnastica grafica della superficie, il gioco è davvero... decisamente medio".
I critici più ricettivi al gameplay hanno elogiato il livello di difficoltà, la capacità di scegliere l'ordine dello scenario e la varietà di armi e potenziamenti.

### Retrospettiva
Thunder Force IV continua ad essere considerato come uno dei migliori sparatutto della sua epoca: IGN lo ha valutato come il quarto miglior sparatutto classico, definendolo come "il miglior sparatutto di Technosoft" e "l'apice degli sparatutto della Genesis"; Retro Gamer lo ha inserito nella sua classifica: "10 giochi Mega Drive", lodando il suo senso della scala, ambienti esotici, azione frenetica e alta qualità grafica - in un'altra recensione, Retro Gamer ha definito Thunder Force IV come "il capolavoro di Technosoft" e "un gioco essenziale per gli appassionati di sparatutto".
USGamer e Hardcore Gaming 101 hanno discusso della presentazione del gioco, con grande considerazione: Hardcore Gaming 101 lo definì uno dei migliori giochi per Mega Drive e trovò che la colonna sonora fosse "uno dei migliori sul sistema dal punto di vista sia artistico che tecnico, in piedi tra grandi come Streets of Rage 2 e MUSHA".

### Riferimenti
1. 1 2  (DE) Jahresüberblick 1993 (PDF), in PlayTime, gennaio 1994,  p. 133. URL consultato il 22 maggio 2020 (archiviato dall'url originale il 21 luglio 2018).
2. 1 2  (EN) Software Calendar (PDF), in Electronic Gaming Monthly, vol. 6, gennaio 1993,  p. 42. URL consultato il 22 maggio 2020 (archiviato dall'url originale il 21 luglio 2018).
3. ↑  (EN) Seven of the Stupidest Videogame Titles of All Time, in GameZone, 4 maggio 2012. URL consultato il 22 maggio 2020 (archiviato dall'url originale il 23 aprile 2015).
4. 1 2 3  (JA) サンダーフォース ゴールドパック2 [セガサターン], in Famitsū, Enterbrain Inc.. URL consultato il 22 maggio 2020.
5. ↑  (EN) Damien McFerran, SEGA AGES Thunder Force IV Review, su Nintendo Life, 2 ottobre 2018.
6. 1 2 3 4  (JA) 『サンダーフォースIII』はいかにして『セガ3D復刻アーカイブス3』に収録されることになったのか？ 元テクノソフト新井氏を交えてのスタッフインタビュー, in Famitsū. URL consultato il 22 maggio 2020 (archiviato dall'url originale il 29 aprile 2018).
7. ↑   Mathieu Manent, Fabien Mellado e Franck Latour, Antoine Clerc-Renaud, PlayStation Anthology, United States: Geeks Line, 2014,  pp. 193-194, ISBN 979-10-93752-32-7.
8. 1 2  (JA) Be-Mega Hot Menu: Thunder Force IV (PDF), in Beep! Megadrive, agosto 1992,  pp. 44-48. URL consultato il 22 maggio 2020 (archiviato dall'url originale il 21 luglio 2018).
9. ↑  (EN) Software and Hardware News: Thunder Force IV (PDF), in Sega Mega Drive Advanced Gaming, ottobre 1992,  p. 9. URL consultato il 22 maggio 2020 (archiviato dall'url originale il 21 luglio 2018).
10. ↑  (JA) セガサターンソフトレビュー (PDF), in Saturn Magazine, vol. 22, 27 dicembre 1996,  p. 271. URL consultato il 22 maggio 2020 (archiviato dall'url originale il 1º aprile 2016).
11. 1 2  (EN) Damien McFerran, Feature: The History Of Technosoft's Thunder Force Series, in Nintendo Life, 20 settembre 2016. URL consultato il 22 maggio 2020 (archiviato dall'url originale il 20 luglio 2018).
12. ↑  (EN) Damien McFerran, Sega Has Acquired The IP Of One Of Japan's Most Underrated Studios, in Nintendo Life, 19 settembre 2016. URL consultato il 22 maggio 2020 (archiviato dall'url originale il 26 settembre 2017).
13. ↑  (EN) Kevin Tucker, Sega Ages Lineup Bringing Classic Sonic, Phantasy Star and More to Nintendo Switch, in Snacknews, 14 aprile 2018. URL consultato il 22 maggio 2020 (archiviato dall'url originale il 29 aprile 2018).
14. ↑  (JA) SEGA AGES サンダーフォースIV, in Sega AGES, 22 settembre 2018. URL consultato il 22 maggio 2020.
15. ↑  (EN) Ryan Caddock, Sega AGES Finally Launches In The West, Sonic And Thunder Force IV Available Now On Switch, in Nintendo Life, 20 settembre 2018.
16. ↑  (EN) Alistair Wong, Sega Ages Sonic The Hedgehog And Thunder Force IV To Come Out In August, in Siliconera, 19 luglio 2018. URL consultato il 22 maggio 2020 (archiviato dall'url originale il 19 luglio 2018).
17. 1 2 3 4 5 6 7  (EN) Paul Rand e Tim Boon, Review: Thunder Force IV (PDF), in Computer and Video Games, ottobre 1992,  pp. 36-37. URL consultato il 22 maggio 2020 (archiviato dall'url originale il 21 luglio 2018).
18. ↑  (JA) サンダーフォースIV [メガドライブ]. URL consultato il 22 maggio 2020.
19. 1 2 3 4 5  (EN) Viewpoint, Thunder Force IV (PDF), in GameFan, vol. 1, ottobre 1992,  pp. 6, 18. URL consultato il 22 maggio 2020 (archiviato dall'url originale il 21 luglio 2018).
20. 1 2 3 4  (EN) Thunder Force IV (PDF), in Mega Drive Advanced Gaming, ottobre 1992,  pp. 24-27. URL consultato il 22 maggio 2020 (archiviato dall'url originale il 21 luglio 2018).
21. 1 2 3 4 5 6 7  (EN) Megadrive review: Thunder Force IV (PDF), settembre 1992,  pp. 104-106. URL consultato il 22 maggio 2020 (archiviato dall'url originale il 21 luglio 2018).
22. 1 2 3 4 5 6 7  (EN) Reviewed!: Thunder Force IV (PDF), in Sega Force, ottobre 1992,  pp. 54-56. URL consultato il 22 maggio 2020 (archiviato dall'url originale il 21 luglio 2018).
23. 1 2 3  (EN) Neil West, Game Review: Thunderforce IV (PDF), ottobre 1992,  pp. 48-49. URL consultato il 22 maggio 2020 (archiviato dall'url originale il 5 marzo 2016).
24. ↑  (po)Saiu no Japao: Thunder Force IV. SuperGame. Brazil: Nova Cultura. gennaio 1993. pagina 12.
25. 1 2 3  (EN) Captain Squideo, Genesis ProReview: Lightening Force (PDF), in GamePro, agosto 1993,  p. 66. URL consultato il 22 maggio 2020 (archiviato dall'url originale il 21 luglio 2018).
26. 1 2 3  (EN) Neil West, Game Review: Thunderforce IV (PDF), in Mega, ottobre 1992,  pp. 48-49. URL consultato il 22 maggio 2020 (archiviato dall'url originale il 5 marzo 2016).
27. ↑  (EN) Viewpoint, Thunder Force IV (PDF), in GameFan, vol. 1, ottobre 1992,  pp. 6, 18. URL consultato il 22 maggio 2020 (archiviato dall'url originale il 21 luglio 2018).
28. 1 2 3  (EN) Paul Brownlee, Lightening Force, in Hardcore Gaming 101, 17 aprile 2008. URL consultato il 22 maggio 2020 (archiviato dall'url originale il 21 luglio 2018).
29. 1 2  (EN) Levi Buchanan, Top 10 Classic Shoot 'Em Ups, su IGN. URL consultato il 22 maggio 2020 (archiviato dall'url originale il 22 agosto 2017).
30. 1 2  (EN) Top Ten Mega Drive Games, in Retro Gamer, 7 gennaio 2014. URL consultato il 22 maggio 2020 (archiviato dall'url originale il 12 marzo 2017).
31. ↑  (EN) Nick Thorpe, Thunder Force IV, in Retro Gamer, 7 maggio 2016. URL consultato il 22 maggio 2020 (archiviato dall'url originale il 24 settembre 2016).
32. ↑  (EN) The USgamer Community Reflects on Sega Genesis, in USGamer, 25 ottobre 2013. URL consultato il 22 maggio 2020 (archiviato dall'url originale il 20 dicembre 2017).

### Esplicative
1. ↑  (EN) Average of two reviews: 98% and 95%